# Partido Democrático do Atlântico
Die Partido Democrático do Atlântico (PDA), [pɐɾˈtidu dɨmuˈkɾatiku du ɐˈtlɐ̃tiku], zu Deutsch Demokratische Partei des Atlantiks, war eine separatistische Regionalpartei in Portugal. Wichtigstes politisches Ziel der Partei war eine stärke Autonomie der beiden Inselgruppen der Azoren und Madeira, etwa vergleichbar mit anderen Überseegebieten der Europäischen Union.
Die Partei wurde am 5. November 1979 gegründet und entstand vornehmlich aus anderen, teils rechten, politischen Gruppierungen wie der Frente de Libertação dos Açores. Diese befürchteten nach Nelkenrevolution 1974 eine Sowjetisierung Portugals und demonstrierten auch mit Bombenanschlägen ihren Willen Portugal politisch weiter nach rechts zu rücken.
Heute hat die Partei jedoch kaum Zulauf, was daran liegt, dass die Autonomie der beiden Inselgruppen schon besonders weitgehend ist. Beide besitzen unter anderem eigene Inselparlamente, können eigene Steuern erheben und agieren somit weitestgehend unabhängig von der Kontinentalregierung. Bei den Regionalwahlen auf den Azoren im Jahr 2004 erhielt die Partei lediglich 248 Stimmen (0,23 Prozent), bei den Wahlen im Jahr 2008 619 Stimmen (0,69 Prozent). Bei den Parlamentswahlen 2005 erhielt die PDA 1618 Stimmen (0,03 Prozent) und verpasste damit ebenso deutlich den Einzug in die Assembleia da República.
Die Registrierung der Partei wurde am 1. September 2015 vom portugiesischen Verfassungsgericht annulliert, nachdem die Partei ihren vorgeschriebenen Jahresbericht in den Jahren 2011, 2012 und 2013 nicht eingereicht hatte.